# Đức Phú, Tánh Linh
Đức Phú là một xã thuộc huyện Tánh Linh, tỉnh Bình Thuận, Việt Nam.
Xã Đức Phú có diện tích 40,85 km², dân số năm 1999 là 6650 người, mật độ dân số đạt 163 người/km².